# Nancy Feber
Nancy Feber (Anversa, 5 febbraio 1976) è un'ex tennista belga.

## Biografia
Ha avuto una strepitosa carriera da junior. Vinse il doppio nel torneo juniores agli Open di Francia 1992 e agli Open di Francia 1993 in coppia con Laurence Courtois. In questa occasione la coppia sconfisse in finale Lara Bitter e Maaike Koutstaal con un punteggio di 3–6, 6–1, 6–3. Lo stesso anno al torneo di Wimbledon vinse sia nel singolare, battendo Rita Grande per 7–6(3), 1–6, 6–2 e il torneo di doppio, sempre in coppia la Courtois, sconfiggendo in finale Hiroko Mochizuki e Yuka Yoshida con il punteggio di 6–3, 6–4. 
Purtroppo il prosieguo della sua carriera non fu altrettanto proficuo. Nel singolare arrivò soltanto al 79º posto nel ranking WTA il 5 febbraio 1996 mentre nel doppio giunse al 46º il 10 aprile 1995. Tra i suoi migliori piazzamenti, sempre in doppio, arrivò in finale nel 1994 al Taiwan Open venendo sconfitta da Michelle Jaggard-Lai e Rene Simpson. Nell'occasione faceva coppia con Alexandra Fusai. Nel 1996 si fermò al terzo turno al torneo di Wimbledon 1996 - Singolare femminile perdendo contro Meredith McGrath.